# Ormay Ferenc
Ormay Ferenc, névváltozat: Ormai, született: Kolics Ferenc Mihály (Nyitra, 1833. április 1. (keresztelés) – Budapest, 1876. január 15.) operaénekes (bariton), műfordító.

## Életútja
Kolics Mihály és Huszóczky Katalin fia. 1858-ban lépett a színipályára. Ugyanezen év augusztus 5-én próbaképpen fellépett a Nemzeti Színházban, Borgia Lucretiaban, 1860. március 27-én búcsúzott el, aztán 1866-ig Kolozsvárott működött Follinusz társulatánál. Kolics családi nevét 1872-ben változtatta Ormaira. 1872. január 17-én házasságra lépett Pesten Sorsich Paulinával, Sorsich Ferenc ügyvéd és Sztankovits Johanna lányával. Mint a Nemzeti Színház nyugdíjas tagja hunyt el. Feleky Miklós búcsúztatta.

## Fontosabb szerepei
- Alfonso (Donizetti: Lucrezia Borgia)
- Gara nádor (Erkel F.: Hunyadi László)
- Gaveston (Boieldieu: A fehér asszony)

## Operafordításai
- »Faust«, opera 5 felv. (Goethe — Barbier — Carré — Gounod) 1863. okt. 12.
- »Lohengrin«, regényes dalmű 3 felv. Wagner Richard után ford. Bőhm Gusztávval. Bem. 1866. dec. 1.
- »Az afrikai nő«, opera 5 felv. Scribe után ford. Bőhm Gusztávval. Zenéjét szerezte Meyerbeer Giacomo. 1866. febr. 15-én volt a premierje.
- »Az árny«, vígopera 3 felv. Saint-Georges után ford. Zenéje Flotowtól. 1871. nov. 18-án bemutatták a Nemzeti Színházban.
- »Romeo és Júlia«, nagy opera 5 felv. Barbier Jules és Carré M. után ford. Zenéje Gounod F. Ch-tól. 1872. jan. 27.
- »A bűvös vadász«, regényes opera 4 felv. Kind Frigyes után ford. Zenéje Weber K. M.- től. 1874.
- »Aida«, dalmű 4 felv. Ghislanzoni Antal után olaszból ford. Zenéje Verdi G-től. 1875. ápr. 10.
- »Brankovics György« (Erkel - Obernyik) 1875. máj. 20. Nemzeti Színház.
- »Mignon«, Goethe — Barbier — Carré — Thomas. Bem. 1873. szept. 20.